# Saipan International 2023
Die Saipan International 2023 im Badminton wurden vom 13. bis zum 18. Juni 2023 in Saipan ausgetragen. Es war die Erstauflage dieser Turnierserie.

## Sieger und Platzierte
| Disziplin    | Gold                       | Silber                            | Bronze                         |
| ------------ | -------------------------- | --------------------------------- | ------------------------------ |
| Herreneinzel | Takuma Obayashi            | Jeon Hyeok-jin                    | Lee Yun-gyu                    |
| Herreneinzel | Takuma Obayashi            | Jeon Hyeok-jin                    | Su Li-yang                     |
| Dameneinzel  | Tomoka Miyazaki            | Kim Ga-ram                        | Kim Joo-eun                    |
| Dameneinzel  | Tomoka Miyazaki            | Kim Ga-ram                        | Asuka Takahashi                |
| Herrendoppel | Lee Fang-chih Lee Fang-jen | Chang Ko-chi Po Li-wei            | Kakeru Kumagai Kota Ogawa      |
| Herrendoppel | Lee Fang-chih Lee Fang-jen | Chang Ko-chi Po Li-wei            | Shuntaro Mezaki Haruya Nishida |
| Damendoppel  | Hsu Ya-ching Lin Wan-ching | Sayaka Hobara Yui Suizu           | Setyana Mapasa Angela Yu       |
| Damendoppel  | Hsu Ya-ching Lin Wan-ching | Sayaka Hobara Yui Suizu           | Lee Yu-lim Shin Seung-chan     |
| Mixed        | Presley Smith Allison Lee  | Wei Chun-wei Nicole Gonzales Chan | Chang Ko-chi Lee Chih-chen     |
| Mixed        | Presley Smith Allison Lee  | Wei Chun-wei Nicole Gonzales Chan | Lee Fang-jen Lin Yen-yu        |